# Drie miniaturen voor pianotrio
Frank Bridge componeerde drie sets van Drie miniaturen voor pianotrio. Het betrof studiewerkjes, niet voor de componist zelf maar voor een leerlinge van hem op de viool. De leerlinge was Betty Hanbury en zij werd geacht de werkjes te spelen met haar zusters Rachel (cello) en Patricia (piano). Dat het studiewerkjes zijn wilde overigens niet zeggen dat beroepsmusici ze niet konden spelen, ze bieden een scala aan uitdagingen op technisch en muzikaal vlak. De muziek is zoals van Bridge verwacht kan worden, klassieke muziek vol met melodie met een vleugje salonmuziek. De gezusters Hanbury bleven amateurmusici.
Set 1 (H.87: waarschijnlijk gecomponeerd in 1909):
1. Menuet: Tempo di menuetto
2. Gavotte: Moderato
3. Allegretto: Allegretto con moto

Set 2 (H.88: waarschijnlijk gecomponeerd in 1911):
1. Romance: Andante
2. Intermezzo: Allegretto
3. Saltarello: Allegro vivo

Set 3 (H.89: waarschijnlijk gecomponeerd in 1915):
1. Valse russe: tempo di valse
2. Hornpipe: Allegro moderato
3. Marche militaire: Tempo die marcia

## Discografie
- Uitgave Naxos: Jack Liebeck (viool), Alexander Chaushian (cello) en Ashley Wass (piano)
- Uitgave Lyrita: Tunnell Trio (alleen set 3)